# 玉石混淆
| ウィキペディアには「玉石混淆」という見出しの百科事典記事はありません（タイトルに「玉石混淆」を含むページの一覧/「玉石混淆」で始まるページの一覧）。 代わりにウィクショナリーのページ「玉石混淆」が役に立つかもしれません。 |